# Rabanales
Rabanales – gmina w Hiszpanii, w prowincji Zamora, w Kastylii i León, o powierzchni 80,04 km². W 2011 roku gmina liczyła 654 mieszkańców.